# Comuna de Nowa Sarzyna
Nowa Sarzyna (polaco: Gmina Nowa Sarzyna) é uma gminy (comuna) na Polónia, na voivodia de Subcarpácia e no condado de Leżajski. A sede do condado é a cidade de Nowa Sarzyna.
De acordo com os censos de 2004, a comuna tem 22 100 habitantes, com uma densidade 149,1 hab/km².

## Área
Estende-se por uma área de 144,55 km², incluindo:
- área agricola: 57%
- área florestal: 32%

## Demografia
Dados de 30 de Junho 2004:
|                      | Total   | Total | Mulheres | Mulheres | Homens  | Homens |
| -------------------- | ------- | ----- | -------- | -------- | ------- | ------ |
|                      | pessoas | %     | pessoas  | %        | pessoas | %      |
| População            | 22 100  | 100   | 10 878   | 50,5     | 10 671  | 49,5   |
| Densidade (pop./km²) | 149,1   | 100   | 75,3     | 75,3     | 73,8    | 73,8   |

De acordo com dados de 2002, o rendimento médio per capita ascendia a 1298,88 zł.

## Subdivisões
- Jelna, Jelna-Judaszówka, Łętownia, Łętownia-Gościniec, Łukowa, Majdan Łętowski, Ruda Łańcucka, Sarzyna, Tarnogóra, Wola Żarczycka, Wólka Łętowska.

## Comunas vizinhas
- Jeżowe, Kamień, Krzeszów, Leżajsk, Leżajsk - miasto, Sokołów Małopolski